# Jan Władysław Zenowicz
Jan Władysław Deszpot Zenowicz z Bratoszyna herbu własnego – marszałek oszmiański w latach 1647–1669, dworzanin pokojowy Jego Królewskiej Mości.
Wyznaczony do rady wojennej w 1648 roku. Na sejmie nadzwyczajnym 1654 roku wyznaczony z Koła Poselskiego komisarzem do zapłaty wojsku Wielkiego Księstwa Litewskiego.
Na sejmie 1658 roku wyznaczony z Koła Poselskiego komisarzem do zapłaty wojsku Wielkiego Księstwa Litewskiego.
Poseł na sejm zwyczajny 1649/1650, sejm nadzwyczajny 1652 roku, sejm nadzwyczajny 1654 roku, sejm nadzwyczajny 1655 roku z nieznanego sejmiku, poseł sejmiku starodubowskiego na sejm  zwyczajny 1654 roku i drugi sejm 1666 roku, poseł sejmiku oszmiańskiego na sejm nadzwyczajny 1658 roku, sejm zwyczajny 1659 roku, sejm zwyczajny 1654 roku i pierwszy sejm 1666 roku.
Poseł na sejm 1662 roku z powiatu oszmiańskiego. Poseł na sejm konwokacyjny 1668 roku z powiatu oszmiańskiego. Był członkiem konfederacji generalnej zawiązanej 5 listopada 1668 roku na tym sejmie.